# 天主教伊拉甘教区
天主教伊拉甘教區  （拉丁語：Dioecesis Ilaganensis）是菲律賓一個羅馬天主教教區，屬天主教土格加勞總教區。轄區包括伊莎貝拉省。
2006年有教友1,060,689人、37個堂區、52名司鐸。現任教區主教為若瑟‧納庫亞。主教座堂聖費爾南多座堂。
1970年1月31日設教區。